# Picot negre de dors cremós
El picot negre de dors cremós  (Campephilus leucopogon) és una espècie d'ocell de la família dels pícids. Habita al Brasil, el Paraguai, Bolívia, Uruguai i Argentina, en zones de boscos i sabanes.
Aquesta espècie mesura al voltant de 28 cm de longitud. És negre en el ventre, amb tapades canyella i un triangle color crema en el dors. Té caputxó vermell, iris groc i malar negre i crema. La femella presenta el front del copete negre.
S'alimenta principalment de larves i escarabats. Nien en arbres, i les femelles ponen diversos ous blanc brillant.